# Liste der Monuments historiques in Prusly-sur-Ource
Die Liste der Monuments historiques in Prusly-sur-Ource führt die Monuments historiques in der französischen Gemeinde Prusly-sur-Ource auf.

## Liste der Immobilien
| Bezeichnung       | Beschreibung    | Standort          | Kennzeichnung | Schutzstatus | Datum | Bild           |
| ----------------- | --------------- | ----------------- | ------------- | ------------ | ----- | -------------- |
| Kirche St-Laurent | Portal, um 1100 | Grande Rue (Lage) | PA00112600    | Inscrit      | 1927  | weitere Bilder |

## Liste der Objekte
| Bezeichnung        | Beschreibung                          | Standort                        | Kennzeichnung | Schutzstatus | Datum | Bild |
| ------------------ | ------------------------------------- | ------------------------------- | ------------- | ------------ | ----- | ---- |
| Gemälde Kreuzigung | Ölfarbe auf Leinwand, 17. Jahrhundert | in der Kirche St-Laurent (Lage) | PM21001812    | Classé       | 1971  |      |